# Armend Dallku
Armend Dallku (Vučitrn, 16 giugno 1983) è un allenatore di calcio ed ex calciatore albanese di ruolo difensore, tecnico del Dukagjini.

## Biografia
Nato a Vushtrri nell'allora provincia autonoma jugoslava del Kosovo, ma è cresciuto in Albania. Ha anche un fratello più piccolo, Ardin, anch'egli calciatore che gioca nella squadra che allena.

## Carriera

### Club

#### Priština ed Elbasani
Dopo aver mosso i primi passi come calciatore nel Prishtina, squadra kosovara, nel 2004 è passato all'Elbasani, squadra militante nel campionato albanese.

#### Vorskla
Nell'estate del 2005 è stato acquistato per circa 400.000 euro dal Vorskla, in Ucraina, squadra militante nella massima serie del campionato ucraino, della quale è diventato anche il capitano.

### Nazionale
Ha debuttato con la maglia della Nazionale albanese nel 2005. Il 7 marzo 2014 da l'addio alla Nazionale albanese, dopo aver collezionato 64 presenze e segnato un gol. Si trova al 10º posto nella classifica di tutti i tempi delle presenze con l'Albania.

## Statistiche

### Presenze e reti nei club
Statistiche aggiornate al 15 maggio 2016.
| Stagione        | Squadra         | Campionato      | Campionato | Campionato | Coppe nazionali | Coppe nazionali | Coppe nazionali | Coppe continentali | Coppe continentali | Coppe continentali | Altre coppe | Altre coppe | Altre coppe | Totale | Totale |
| Stagione        | Squadra         | Comp            | Pres       | Reti       | Comp            | Pres            | Reti            | Comp               | Pres               | Reti               | Comp        | Pres        | Reti        | Pres   | Reti   |
| --------------- | --------------- | --------------- | ---------- | ---------- | --------------- | --------------- | --------------- | ------------------ | ------------------ | ------------------ | ----------- | ----------- | ----------- | ------ | ------ |
| 2003-2004       | Prishtina       | SL              | 0          | 0          | CK              | 0               | 0               | -                  | -                  | -                  | -           | -           | -           | 0      | 0      |
| 2004-2005       | Elbasani        | KS              | 23         | 0          | CA              | 0               | 0               | -                  | -                  | -                  | -           | -           | -           | 23     | 0      |
| ago. 2005       | Elbasani        | KS              | 0          | 0          | CA              | 0               | 0               | CU                 | 1                  | 0                  | -           | -           | -           | 1      | 0      |
| Totale Elbasani | Totale Elbasani | Totale Elbasani | 23         | 0          |                 | 0               | 0               |                    | 1                  | 0                  |             | -           | -           | 24     | 0      |
| 2005-2006       | Vorskla         | VL              | 25         | 0          | CU              | 0               | 0               | -                  | -                  | -                  | -           | -           | -           | 25     | 0      |
| 2006-2007       | Vorskla         | VL              | 28         | 2          | CU              | 0               | 0               | -                  | -                  | -                  | -           | -           | -           | 28     | 2      |
| 2007-2008       | Vorskla         | VL              | 27         | 0          | CU              | 2               | 0               | -                  | -                  | -                  | -           | -           | -           | 29     | 0      |
| 2008-2009       | Vorskla         | PL              | 28         | 0          | CU              | 4               | 0               | -                  | -                  | -                  | -           | -           | -           | 32     | 0      |
| 2009-2010       | Vorskla         | PL              | 29         | 0          | CU              | 1               | 0               | UEL                | 2                  | 0                  | SU          | 1           | 0           | 33     | 0      |
| 2010-2011       | Vorskla         | PL              | 29         | 1          | CU              | 1               | 0               | -                  | -                  | -                  | -           | -           | -           | 30     | 1      |
| 2011-2012       | Vorskla         | PL              | 26         | 1          | CU              | 2               | 0               | UEL                | 11                 | 0                  | -           | -           | -           | 39     | 1      |
| 2012-2013       | Vorskla         | PL              | 28         | 0          | CU              | 1               | 0               | -                  | -                  | -                  | -           | -           | -           | 29     | 0      |
| 2013-2014       | Vorskla         | PL              | 28         | 1          | CU              | 2               | 0               | -                  | -                  | -                  | -           | -           | -           | 30     | 1      |
| 2014-2015       | Vorskla         | PL              | 22         | 0          | CU              | 4               | 0               | -                  | -                  | -                  | -           | -           | -           | 26     | 0      |
| 2015-2016       | Vorskla         | PL              | 22         | 0          | CU              | 3               | 1               | UEL                | 2                  | 0                  | -           | -           | -           | 27     | 1      |
| Totale Vorskla  | Totale Vorskla  | Totale Vorskla  | 292        | 5          |                 | 20              | 1               |                    | 15                 | 0                  |             | 1           | 0           | 328    | 432    |
| Totale carriera | Totale carriera | Totale carriera | 315        | 5          |                 | 20              | 1               |                    | 16                 | 0                  |             | 1           | 0           | 352    | 897    |

### Cronologia presenze e reti in nazionale
| Cronologia completa delle presenze e delle reti in nazionale ― Albania | Cronologia completa delle presenze e delle reti in nazionale ― Albania | Cronologia completa delle presenze e delle reti in nazionale ― Albania | Cronologia completa delle presenze e delle reti in nazionale ― Albania | Cronologia completa delle presenze e delle reti in nazionale ― Albania | Cronologia completa delle presenze e delle reti in nazionale ― Albania | Cronologia completa delle presenze e delle reti in nazionale ― Albania | Cronologia completa delle presenze e delle reti in nazionale ― Albania |
| Data                                                                   | Città                                                                  | In casa                                                                | Risultato                                                              | Ospiti                                                                 | Competizione                                                           | Reti                                                                   | Note                                                                   |
| ---------------------------------------------------------------------- | ---------------------------------------------------------------------- | ---------------------------------------------------------------------- | ---------------------------------------------------------------------- | ---------------------------------------------------------------------- | ---------------------------------------------------------------------- | ---------------------------------------------------------------------- | ---------------------------------------------------------------------- |
| 9-2-2005                                                               | Tirana                                                                 | Albania                                                                | 0 – 2                                                                  | Ucraina                                                                | Qual. Mondiali 2006                                                    | -                                                                      |                                                                        |
| 26-3-2005                                                              | Istanbul                                                               | Turchia                                                                | 2 – 0                                                                  | Albania                                                                | Qual. Mondiali 2006                                                    | -                                                                      |                                                                        |
| 30-3-2005                                                              | Il Pireo                                                               | Grecia                                                                 | 2 – 0                                                                  | Albania                                                                | Qual. Mondiali 2006                                                    | -                                                                      | 85’                                                                    |
| 29-5-2005                                                              | Varsavia                                                               | Polonia                                                                | 1 – 0                                                                  | Albania                                                                | Amichevole                                                             | -                                                                      |                                                                        |
| 16-8-2005                                                              | Tirana                                                                 | Albania                                                                | 2 – 1                                                                  | Azerbaigian                                                            | Amichevole                                                             | -                                                                      | 90’                                                                    |
| 8-10-2005                                                              | Dnipropetrovs'k                                                        | Ucraina                                                                | 2 – 2                                                                  | Albania                                                                | Qual. Mondiali 2006                                                    | -                                                                      |                                                                        |
| 12-10-2005                                                             | Tirana                                                                 | Albania                                                                | 0 – 1                                                                  | Turchia                                                                | Qual. Mondiali 2006                                                    | -                                                                      | 22’ 63’                                                                |
| 1-3-2006                                                               | Tirana                                                                 | Albania                                                                | 1 – 2                                                                  | Lituania                                                               | Amichevole                                                             | -                                                                      | 63’                                                                    |
| 22-3-2006                                                              | Tirana                                                                 | Albania                                                                | 0 – 0                                                                  | Georgia                                                                | Amichevole                                                             | -                                                                      |                                                                        |
| 16-8-2006                                                              | Serravalle                                                             | San Marino                                                             | 0 – 3                                                                  | Albania                                                                | Amichevole                                                             | -                                                                      |                                                                        |
| 2-9-2006                                                               | Minsk                                                                  | Bielorussia                                                            | 2 – 2                                                                  | Albania                                                                | Qual. Euro 2008                                                        | -                                                                      |                                                                        |
| 6-9-2006                                                               | Tirana                                                                 | Albania                                                                | 0 – 2                                                                  | Romania                                                                | Qual. Euro 2008                                                        | -                                                                      |                                                                        |
| 11-10-2006                                                             | Amsterdam                                                              | Paesi Bassi                                                            | 2 – 1                                                                  | Albania                                                                | Qual. Euro 2008                                                        | -                                                                      |                                                                        |
| 7-2-2007                                                               | Tirana                                                                 | Albania                                                                | 0 – 1                                                                  | Macedonia                                                              | Amichevole                                                             | -                                                                      | 94’                                                                    |
| 24-3-2007                                                              | Scutari                                                                | Albania                                                                | 0 – 0                                                                  | Slovenia                                                               | Qual. Euro 2008                                                        | -                                                                      | 90’                                                                    |
| 28-3-2007                                                              | Sofia                                                                  | Bulgaria                                                               | 0 – 0                                                                  | Albania                                                                | Qual. Euro 2008                                                        | -                                                                      |                                                                        |
| 2-6-2007                                                               | Tirana                                                                 | Albania                                                                | 2 – 0                                                                  | Lussemburgo                                                            | Qual. Euro 2008                                                        | -                                                                      |                                                                        |
| 6-6-2007                                                               | Lussemburgo                                                            | Lussemburgo                                                            | 0 – 3                                                                  | Albania                                                                | Qual. Euro 2008                                                        | -                                                                      |                                                                        |
| 22-8-2007                                                              | Tirana                                                                 | Albania                                                                | 3 – 0                                                                  | Malta                                                                  | Amichevole                                                             | -                                                                      |                                                                        |
| 12-9-2007                                                              | Tirana                                                                 | Albania                                                                | 0 – 1                                                                  | Paesi Bassi                                                            | Qual. Euro 2008                                                        | -                                                                      | 45’                                                                    |
| 17-10-2007                                                             | Tirana                                                                 | Albania                                                                | 1 – 1                                                                  | Bulgaria                                                               | Qual. Euro 2008                                                        | -                                                                      | 35’                                                                    |
| 17-11-2007                                                             | Tirana                                                                 | Albania                                                                | 2 – 4                                                                  | Bielorussia                                                            | Qual. Euro 2008                                                        | -                                                                      | 62’                                                                    |
| 27-5-2008                                                              | Reutlingen                                                             | Polonia                                                                | 1 – 0                                                                  | Albania                                                                | Amichevole                                                             | -                                                                      | 76’                                                                    |
| 20-8-2008                                                              | Tirana                                                                 | Albania                                                                | 2 – 0                                                                  | Liechtenstein                                                          | Amichevole                                                             | -                                                                      | 38’ 45’                                                                |
| 6-9-2008                                                               | Tirana                                                                 | Albania                                                                | 0 – 0                                                                  | Svezia                                                                 | Qual. Mondiali 2010                                                    | -                                                                      |                                                                        |
| 10-9-2008                                                              | Tirana                                                                 | Albania                                                                | 3 – 0                                                                  | Malta                                                                  | Qual. Mondiali 2010                                                    | 1                                                                      | 66’                                                                    |
| 11-10-2008                                                             | Budapest                                                               | Ungheria                                                               | 2 – 0                                                                  | Albania                                                                | Qual. Mondiali 2010                                                    | -                                                                      | 48’                                                                    |
| 19-11-2008                                                             | Baku                                                                   | Azerbaigian                                                            | 1 – 1                                                                  | Albania                                                                | Amichevole                                                             | -                                                                      |                                                                        |
| 11-2-2009                                                              | Attard                                                                 | Malta                                                                  | 0 – 0                                                                  | Albania                                                                | Qual. Mondiali 2010                                                    | -                                                                      |                                                                        |
| 28-3-2009                                                              | Tirana                                                                 | Albania                                                                | 0 – 1                                                                  | Ungheria                                                               | Qual. Mondiali 2010                                                    | -                                                                      | 75’                                                                    |
| 1-4-2009                                                               | Copenaghen                                                             | Danimarca                                                              | 3 – 0                                                                  | Albania                                                                | Qual. Mondiali 2010                                                    | -                                                                      | 42’                                                                    |
| 10-6-2009                                                              | Tirana                                                                 | Albania                                                                | 1 – 1                                                                  | Georgia                                                                | Amichevole                                                             | -                                                                      | 45’                                                                    |
| 12-8-2009                                                              | Tirana                                                                 | Albania                                                                | 6 – 1                                                                  | Cipro                                                                  | Amichevole                                                             | -                                                                      |                                                                        |
| 9-9-2009                                                               | Tirana                                                                 | Albania                                                                | 1 – 1                                                                  | Danimarca                                                              | Qual. Mondiali 2010                                                    | -                                                                      | 65’                                                                    |
| 14-10-2009                                                             | Solna                                                                  | Svezia                                                                 | 4 – 1                                                                  | Albania                                                                | Qual. Mondiali 2010                                                    | -                                                                      | 22’                                                                    |
| 14-11-2009                                                             | Tallinn                                                                | Estonia                                                                | 0 – 0                                                                  | Albania                                                                | Amichevole                                                             | -                                                                      | 90’                                                                    |
| 3-3-2010                                                               | Tirana                                                                 | Albania                                                                | 1 – 0                                                                  | Irlanda del Nord                                                       | Amichevole                                                             | -                                                                      |                                                                        |
| 25-5-2010                                                              | Podgorica                                                              | Montenegro                                                             | 0 – 1                                                                  | Albania                                                                | Amichevole                                                             | -                                                                      | 87’                                                                    |
| 11-8-2010                                                              | Tirana                                                                 | Albania                                                                | 1 – 0                                                                  | Uzbekistan                                                             | Amichevole                                                             | -                                                                      |                                                                        |
| 3-9-2010                                                               | Piatra Neamț                                                           | Romania                                                                | 1 – 1                                                                  | Albania                                                                | Qual. Euro 2012                                                        | -                                                                      |                                                                        |
| 7-9-2010                                                               | Tirana                                                                 | Albania                                                                | 1 – 0                                                                  | Lussemburgo                                                            | Qual. Euro 2012                                                        | -                                                                      |                                                                        |
| 8-10-2010                                                              | Tirana                                                                 | Albania                                                                | 1 – 1                                                                  | Bosnia ed Erzegovina                                                   | Qual. Euro 2012                                                        | -                                                                      | 38’                                                                    |
| 12-10-2010                                                             | Adalia                                                                 | Bielorussia                                                            | 2 – 0                                                                  | Albania                                                                | Qual. Euro 2012                                                        | -                                                                      | 10’, 90’                                                               |
| 17-11-2010                                                             | Tirana                                                                 | Albania                                                                | 0 – 0                                                                  | Macedonia                                                              | Amichevole                                                             | -                                                                      |                                                                        |
| 9-2-2011                                                               | Tirana                                                                 | Albania                                                                | 1 – 2                                                                  | Slovenia                                                               | Amichevole                                                             | -                                                                      | 56’                                                                    |
| 7-6-2011                                                               | Zenica                                                                 | Bosnia ed Erzegovina                                                   | 2 – 0                                                                  | Albania                                                                | Qual. Euro 2012                                                        | -                                                                      |                                                                        |
| 10-8-2011                                                              | Scutari                                                                | Albania                                                                | 3 – 2                                                                  | Montenegro                                                             | Amichevole                                                             | -                                                                      |                                                                        |
| 2-9-2011                                                               | Tirana                                                                 | Albania                                                                | 1 – 2                                                                  | Francia                                                                | Qual. Euro 2012                                                        | -                                                                      | 49’                                                                    |
| 7-10-2011                                                              | Parigi                                                                 | Francia                                                                | 3 – 0                                                                  | Albania                                                                | Qual. Euro 2012                                                        | -                                                                      |                                                                        |
| 11-10-2011                                                             | Tirana                                                                 | Albania                                                                | 1 – 1                                                                  | Romania                                                                | Qual. Euro 2012                                                        | -                                                                      |                                                                        |
| 11-11-2011                                                             | Tirana                                                                 | Albania                                                                | 0 – 1                                                                  | Azerbaigian                                                            | Amichevole                                                             | -                                                                      |                                                                        |
| 15-11-2011                                                             | Skopje                                                                 | Macedonia                                                              | 0 – 0                                                                  | Albania                                                                | Amichevole                                                             | -                                                                      | 95’                                                                    |
| 29-2-2012                                                              | Tbilisi                                                                | Georgia                                                                | 2 – 1                                                                  | Albania                                                                | Amichevole                                                             | -                                                                      |                                                                        |
| 22-5-2012                                                              | Madrid                                                                 | Qatar                                                                  | 1 – 2                                                                  | Albania                                                                | Amichevole                                                             | -                                                                      | 84’                                                                    |
| 15-8-2012                                                              | Tirana                                                                 | Albania                                                                | 0 – 0                                                                  | Moldavia                                                               | Amichevole                                                             | -                                                                      |                                                                        |
| 7-9-2012                                                               | Tirana                                                                 | Albania                                                                | 3 – 1                                                                  | Cipro                                                                  | Qual. Mondiali 2014                                                    | -                                                                      |                                                                        |
| 11-9-2012                                                              | Lucerna                                                                | Svizzera                                                               | 2 – 0                                                                  | Albania                                                                | Qual. Mondiali 2014                                                    | -                                                                      | 47’                                                                    |
| 12-10-2012                                                             | Tirana                                                                 | Albania                                                                | 1 – 2                                                                  | Islanda                                                                | Qual. Mondiali 2014                                                    | -                                                                      |                                                                        |
| 16-10-2012                                                             | Tirana                                                                 | Albania                                                                | 1 – 0                                                                  | Slovenia                                                               | Qual. Mondiali 2014                                                    | -                                                                      | 84’                                                                    |
| 14-11-2012                                                             | Tirana                                                                 | Albania                                                                | 0 – 0                                                                  | Camerun                                                                | Amichevole                                                             | -                                                                      | 59’                                                                    |
| 22-3-2013                                                              | Oslo                                                                   | Norvegia                                                               | 0 – 1                                                                  | Albania                                                                | Qual. Mondiali 2014                                                    | -                                                                      | 80’                                                                    |
| 7-6-2013                                                               | Tirana                                                                 | Albania                                                                | 1 – 1                                                                  | Norvegia                                                               | Qual. Mondiali 2014                                                    | -                                                                      | 72’                                                                    |
| 14-8-2013                                                              | Tirana                                                                 | Albania                                                                | 2 – 0                                                                  | Armenia                                                                | Amichevole                                                             | -                                                                      |                                                                        |
| 10-9-2013                                                              | Reykjavík                                                              | Islanda                                                                | 2 – 1                                                                  | Albania                                                                | Qual. Mondiali 2014                                                    | -                                                                      | 59’ 82’                                                                |
| Totale                                                                 |                                                                        | Presenze (13º posto)                                                   | 64                                                                     |                                                                        | Reti                                                                   | 1                                                                      |                                                                        |

## Palmarès

### Giocatore

#### Competizioni nazionali
- Coppa d'Ucraina: 1

Vorskla: 2008-2009
- Coppa del Kosovo: 1

Pristhina: 2017-2018

### Allenatore

#### Competizioni nazionali
- Campionato kosovaro: 1

Prishtina: 2020-2021
- Coppa del Kosovo: 1

Prishtina: 2019-2020
- Supercoppa del Kosovo: 1

Prishtina: 2020